# Fővárosi Lapok
A Fővárosi Lapok szépirodalmi napilap volt a 19. század utolsó harmadában. Pesten, 1864-től 1903-ig jelent meg. A nagy gonddal szerkesztett szépirodalmi és társadalmi közlöny Vadnai Károly szerkesztése idején (1867–1892) igazi irodalmi ítélőszékké vált.

## Története
A lapot 1864. január 1-jén Tóth Kálmán indította meg Emich Gusztáv kiadásában. Tulajdonosa és felelős szerkesztője is Tóth Kálmán volt. Főmunkatársa az első hónapokban Zilahy Károly volt, de ő a laptól hamarosan megvált, helyét még abban az évben Vadnai Károly vette át, aki Tóth Kálmán helyett gyakorlatilag szerkesztő is volt.
Mindjárt megindulásakor kétezer előfizetőjük volt. Már kezdetben csatlakozott a laphoz az íróvilág több előkelősége. Első évfolyamának nevesebb munkatársai között volt Arany János, Jókai Mór, Madách Imre, Thaly Kálmán, Tolnay Lajos, Tompa Mihály is. A gondosan szerkesztett lapban nemcsak a verseket és novellákat kedvelő női olvasók, hanem a tudományok és a társas élet eseményei iránt érdeklődő férfiak is bőven találtak olvasnivalót. A szépirodalom mellett a híreket, tudósításokat is írók írták (az országgyűlési tudósításokat például Toldy István), szépirodalmi formában.
Virágzása idején mintegy hatezer előfizetője lehetett a Fővárosi Lapoknak. A közönség szerette, mert tiszta erkölcsű lap volt, ízlésesen megválogatott közleményeket hozott, a fiatalabb írói nemzedéknek is teret engedett. Szász Károly visszaemlékezése szerint: „Volt ennek a kitűnően szerkesztett újságnak valami ellenállhatatlan varázsa és valami párját ritkító előnye. Távol volt a színtelenségtől és a szertelenségtől egyaránt.”
1867-ben névleg is Vadnai Károly lett a felelős szerkesztő. „Három évtizeden át (pontosan: 29 esztendeig) volt szószólója a nemes értelemben vett liberalizmusnak, terjesztője a finom ízlésnek s a nemzetközi műveltségnek, s volt nevelője az olvasónak, az akkori intellektuális Magyarországnak, s főleg a nővilágnak…” A lap kiadását 1868 októberében az Athenaeum Irodalmi és Nyomdai Rt. vette át, de a tulajdonos Tóth Kálmán maradt haláláig, akkor az Athenaeum vette tulajdonába. Vadnai közel 30 éves szerkesztői tevékenysége alatt a lap iránya nem változott. Az ő idejében főbb munkatársak voltak: Kazár Emil, Endrődi Sándor, Szana Tamás, Prém József, Földi Géza. Idővel a lap terjedelme bővült, hírszolgálata tökéletesedett. 1891-ben Szalon és Sport címen illusztrált vasárnapi melléklapot indítottak.
Vadnai Károly 1892 végén megvált a laptól, mert a hivatalos Budapesti Közlöny szerkesztésével bízták meg. 1893-ban Szana Tamás lett a szerkesztő, két évvel később, 1894 végén pedig Porzsolt Kálmán, aki a lap szépirodalmi és társadalmi tartalmát politikai résszel bővítette. Az 1896 februárjában alakult Magyar Írók Kiadó Rt. a rákövetkező hónapban megszerezte a lap tulajdonjogát az Athenaeumtól. A sokáig előkelő színvonalú szépirodalmi és társadalmi napilap utolsó évei az ellaposodás jegyében folytak, már nem tudott eredményesen konkurálni a szaporodó politikai napilapokkal és mint jelentéktelen hetilap szűnt meg 1903-ban.